# A3 Marruecos
La Autopista de Rabat-Safi o A1 es una autopista marroquí que tiene su inicio en Rabat y termina como autopista única en Safi.

## Historia y descripción
Este eje de 62 km que une las dos ciudades principales del reino va a ser ampliado a 2×3 carriles (2×2 carriles actualmente) añadiendo en cada sentido de circulación un carril de 3,50 m. El proyecto tiene como finalidad evitar la previsible congestión. Las obras empezaron en 2009 y terminarán en 2012. El coste del proyecto está estimado en 800 millones de dirhams (72 millones de euros).

## Tramos
- 1978 : Autovía Casablanca - Oued Cherrat de 33,5 km
- 1987 : Autovía Oued Cherrat - Rabat de 56,5 km
- 1991 : Autovía Casablanca – Rabat es concedida a ADM y convertida en autopista de peaje.

## Capacidad

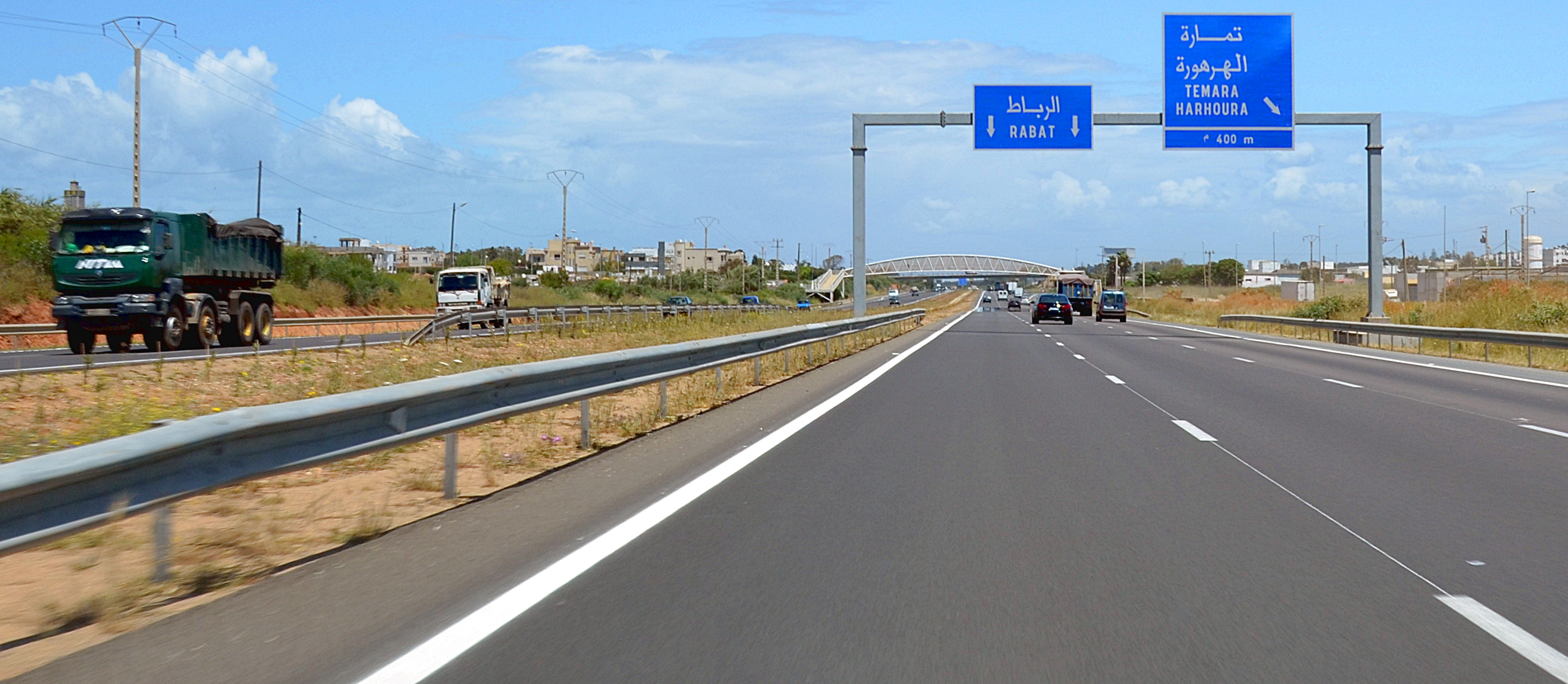
Autopista A1

| Sección      | Capacidad | Longitud |
| ------------ | --------- | -------- |
| Rabat - A102 |           | 95 km    |
| A102 - Safi  |           | 215 km   |

## Salidas A1
| A 1 Autoroute A1 Rabat - Safi |                                                        |      |      |
| Elemento                      | Nombre de Salida                                       | ↓km↓ | ↑km↑ |
| 11                            | Rabat-Hay Ryad / Tanger / Fes (sentido Safi - Rabat)   |      | +1   |
| 14                            | Temara / Harhoura                                      |      | +4   |
| 110                           | Ain Atiq / Tamesna                                     |      | +10  |
|                               | A5 Tamesna / Fes / Tanger (sentido Safi-Rabat)         |      | +14  |
| 117                           | Skhirat                                                |      | +17  |
| 126                           | Cherrat / Benslimane (sentido Safi-Rabat)              |      | +26  |
| 129                           | Bouznika / Benslimane                                  |      | +29  |
|                               | Peaje de Bouznika                                      |      | +30  |
|                               | Aera de servicio de Bouznika                           |      | +36  |
| 148                           | Mohammedia este / Benslimane / Aeropuerto Benslimane   |      | +48  |
| 152                           | Mohammedia centro                                      |      | +52  |
| 157                           | Mohammedia oeste                                       |      | +57  |
|                               | A101 Ain Harrouda / Zenata / Casablanca                |      | +58  |
|                               | Peaje de Tit Mellil                                    |      | +71  |
| 172                           | Casablanca este / Tit Mellil / Aeropuerto Tit Mellil   |      | +72  |
| 177                           | Casablanca-Puerto                                      |      | +77  |
| 180                           | Casablanca centro / Mediouna                           |      | +80  |
| 185                           | Ain Chock / Ville Verte Área de servicio de Casablanca |      | +85  |
| 189                           | Sidi Maarouf                                           |      | +89  |
|                               | A3 Aeropuerto Mohammed V / Marrakech / Agadir          |      | +89  |
| 195                           | A102 Lisassfa / Casablanca                             |      | +95  |
|                               | Peaje de Casablanca-Ennassim                           |      | +96  |
| 1107                          | Had Soualem                                            |      | +107 |
|                               | Aera de servicio de Lbir Jdid                          |      | +125 |
| 1107                          | Lbir Jdid                                              |      | +127 |
| 1143                          | Tnine Chtouka                                          |      | +143 |
| 1162                          | Azemmour                                               |      | +162 |
| 1169                          | A103 El Jadida este                                    |      | +169 |
| 1178                          | El Jadida sur                                          |      | +178 |
| 1188                          | Jorf Lasfar / Moulay Abdellah                          |      | +188 |
|                               | Aera de servicio de Jorf Lasfar                        |      | +204 |
| 1225                          | Sidi Smail / Sidi Bennour por la N7                    |      | +225 |
|                               | Aera de servicio de Oualidia                           |      | +255 |
| 1265                          | Oualidia / Tnine Lgharbia / Khemis Zemamra             |      | +265 |
| 1297                          | Safi norte / Had Hrara / Jamaat Shaim                  |      | +297 |
|                               | Peaje de Safi este                                     |      | +309 |
| Fin del autopista             | N7A Safi este / Bouguedra / Essaouira por la N1        |      | +310 |